# Come of Age
Come of Age (ou The Vaccines Come of Age) é o segundo álbum de estúdio da banda britânica de rock The Vaccines. O álbum estreou em primeiro lugar nas paradas britânicas e também acabou sendo bem recebido pela crítica especializada.

## Faixas
| CD             |                        |         |  |
| N.º            | Título                 | Duração |  |
| 1.             | "No Hope"              | 4:10    |  |
| 2.             | "I Always Knew"        | 3:34    |  |
| 3.             | "Teenage Icon"         | 3:05    |  |
| 4.             | "All in Vain"          | 3:52    |  |
| 5.             | "Ghost Town"           | 2:21    |  |
| 6.             | "Aftershave Ocean"     | 4:10    |  |
| 7.             | "Weirdo"               | 4:49    |  |
| 8.             | "Bad Mood"             | 3:06    |  |
| 9.             | "Change of Heart Pt.2" | 2:18    |  |
| 10.            | "I Wish I Was a Girl"  | 2:53    |  |
| 11.            | "Lonely World"         | 5:02    |  |
| Duração total: | Duração total:         | 39:35   |  |

## Paradas musicais
| Paradas (2012)                  | Melhor posição |
| ------------------------------- | -------------- |
| Alemanha (Media Control Charts) | 86             |
| Austrália (ARIA Charts)         | 43             |
| Áustria (Ö3 Austria Top 40)     | 72             |
| Bélgica Flanders (Ultratop 50)  | 25             |
| Bélgica Valônia (Ultratop 40)   | 55             |
| Espanha (PROMUSICAE)            | 50             |
| Irlanda (Irish Albums Chart)    | 8              |
| Países Baixos (MegaCharts)      | 70             |
| Suíça (Schweizer Hitparade)     | 42             |
| Reino Unido (UK Albums Chart)   | 1              |

## Pessoal
- Justin Young—Vocal, guitarra
- Freddie Cowan, guitarra
- Arni Arnason, baixo
- Pete Robertson, bateria